# Chase Lake (Dakota del Norte)
Chase Lake es un territorio no organizado ubicado en el condado de Stutsman en el estado estadounidense de Dakota del Norte. En el Censo de 2010 tenía una población de 3 habitantes y una densidad poblacional de 0,03 personas por km².

## Geografía
Chase Lake se encuentra ubicado en las coordenadas 47°1′23″N 99°23′47″O / 47.02306, -99.39639. Según la Oficina del Censo de los Estados Unidos, Chase Lake tiene una superficie total de 92.71 km², de la cual 80.16 km² corresponden a tierra firme y (13.54%) 12.55 km² es agua.

## Demografía
Según el censo de 2010, había 3 personas residiendo en Chase Lake. La densidad de población era de 0,03 hab./km². De los 3 habitantes, Chase Lake estaba compuesto por el 100% blancos, el 0% eran afroamericanos, el 0% eran amerindios, el 0% eran asiáticos, el 0% eran isleños del Pacífico, el 0% eran de otras razas y el 0% pertenecían a dos o más razas. Del total de la población el 0% eran hispanos o latinos de cualquier raza.